# Auyan Tepuy
L'Auyan Tepuy ou Auyantepui, toponyme arekuna signifiant littéralement en français « montagne du diable », est un des principaux tepuys du Venezuela. Situé dans le Sud-Est du pays, dans la municipalité de Gran Sabana (État de Bolívar), il est formé d'un plateau peu accidenté de près de 700 km2 culminant à 2 410 mètres d'altitude et dominant de manière abrupte la forêt tropicale de la Gran Sabana située près de 1 000 mètres en contrebas.

## Géographie
Comme de nombreux autres tepuys de la région, l'Auyan Tepuy fait partie du parc national Canaima. Son socle de grès se serait formé il y a 1,7 à 2 milliards d'années. Il abrite notamment un des plus grands puits naturels au monde, la méga-doline Sima Aonda.

## Histoire
En 1933, l'aviateur Jimmy Angel découvre lors d'un vol de reconnaissance la plus haute cascade au monde (979 mètres de chute), nommée par la suite Salto Ángel, sur les flancs du tepuy. Le 9 octobre 1937, il est le premier à atteindre le plateau sommital, en compagnie de sa femme et de deux compagnons de voyage, en y posant son avion. L'appareil est cependant trop endommagé pour redécoller et oblige les passagers à ouvrir une route inconnue pour redescendre jusqu'à la forêt, atteignant le premier village après onze jours de marche.